# Rikke Sevecke
Rikke Læntver Sevecke (Nykøbing Falster, Dinamarca; 15 de junio de 1996) es una futbolista danesa. Juega como defensa en el Portland Thorns FC de la National Women's Soccer League de Estados Unidos. Es internacional con la selección de Dinamarca.

## Carrera
Sevecke, nacida en Nykøbing Falster, comenzó a jugar al fútbol cuando tenía tres años. Se mudó de casa para unirse a Ballerup-Skovlunde Fodbold cuando tenía 16 años. Después de establecerse como una de las mejores defensoras jóvenes de Elitedivisionen, se convirtió en el primer fichaje de Per Nielsen para el Brøndby IF en enero de 2015.
En enero de 2018, Sevecke regresó a Brøndby IF después de un período de seis meses jugando fútbol universitario para la Universidad de Northwestern Ohio.

## Selección nacional
Sevecke participó en 25 ocasiones con la selección femenina de fútbol sub-19 de Dinamarca, incluso en las ediciones de 2013 en Gales y 2015 en Israel del Campeonato Europeo Femenino Sub-19 de la UEFA. Hizo su debut internacional absoluto con Dinamarca en la Copa de Algarve de 2016, en una derrota por 4-1 ante Islandia.

## Clubes
| Club                       | País           | Año             |
| -------------------------- | -------------- | --------------- |
| Ballerup-Skovlunde Fodbold | Dinamarca      | 2013 - 2015     |
| Brøndby IF                 | Dinamarca      | 2015 - 2019     |
| FC Fleury 91               | Francia        | 2019 - 2020     |
| Everton FC                 | Inglaterra     | 2020 - 2023     |
| Portland Thorns FC         | Estados Unidos | 2023 - presente |

## Palmarés
Brøndby IF
- Elitedivisionen (3): 2014/2015, 2016/2017, 2018/2019.
- Copa Femenina de Dinamarca (3): 2014/2015, 2016/2017, 2017/2018.